# バース・コントロール (バンド)
バース・コントロール（Birth Control）は、ドイツのロック・バンドで、プログレッシブなハードロック・サウンドと挑発的なアルバム・カバー（『Two Eggs – Two Concerts』での鶏の卵を料理する鶏など）で知られている。

## 略歴
バース・コントロールは、別の2バンドであるアールズ (Earls)とジェント (Gents)から、1966年にベルリンで結成された。バンドは、Bernd Koschmidder（ベース）、Reinhold Sobotta（オルガン）、Rolf Gurra（サックス、ボーカル）、Fritz Gröger（ボーカル）、Reiner Borchert（ギター）、Hugo Egon Balder（ドラム）、Klaus Orso（ギター）からなるラインナップで創設された。バンド結成から5年のうちに、オリジナル・メンバー7人全員が脱退したが、バンドは長年のメンバーとなるドラマー（後にリード・ボーカリスト）のBernd Noske（1968年後半にBalderと交代で加入）と、ギタリストのBruno Frenzel（1969年にBorchertと交代で加入）のリーダーシップの下で続けられた。
1983年のFrenzelの死後、グループは解散した。1993年に再結成したものの、解散時のラインナップから残ったのはNoskeだけであった。再編成されたバンドの他のメンバーには、復帰したベーシスト/ボーカリストのHorst Stachelhaus、ギタリストのRocco Zodiak、キーボード奏者のXaver Fischerが含まれていた。
1999年に主要メンバーのStachelhausが亡くなったにもかかわらず、バンドはNoskeの指導の下でドイツをツアーし、世紀の変わり目にも定期的に新しいアルバムをリリースし続けた。後年、元メンバーのPeter Föller（ベース、ボーカル）とZeus B. Held（キーボード）の両名が、たまにコンサートでゲスト・ミュージシャンとしてバンドに戻った。バンドは、Noskeの死によって、2014年2月18日に終了した。バンドの最終ラインナップは、Noske、ベーシストのHannes Vesper、キーボード奏者のSascha Kuhn、ギタリストのMartin Ettrichで構成されていた。
2016年から、バンドは演奏を続けている。新ラインナップは、Peter Föller（ボーカル）、Martin Ettrich（ギター、トークボックス）、Sascha Kühn（キーボード）、Hannes Vesper（ベース）、Manni von Bohr（ドラム）。同年、Bernd Noskeがボーカルとドラムも収録したニュー・アルバム『Here and Now』をリリース。2018年以降、2枚組ヴァイナル・レコードとしても入手可能である。

## メンバー
- Bernd Koschmidder – ベース、ボーカル (1968年–1973年)
- Reinhold Sobotta – オルガン (1968年–1972年)
- Rolf Gurra – サクソフォーン、ボーカル (1968年–1969年)
- Fritz Gröger – ボーカル (1968年–1969年)
- Reiner Borchert – ギター (1968年–1969年)
- Hugo Egon Balder – ドラム (1968年)
- Klaus Orso – ギター (1968年)
- Gerd Alsheimer – ギター (1968年)
- Bernd Noske – ドラム、パーカッション、ボーカル (1968年–1983年、1993年–2014年) ※2014年死去
- Bruno Frenzel – ギター (1969年–1983年) ※1983年死去
- Wolfgang Neuser – オルガン (1972年–1973年) ※2018年死去
- Peter Föller – ベース、ボーカル (1973年–1977年、2016年-現在)
- Zeus B. Held – オルガン (1973年–1978年)
- Dirk Steffens – ギター (1973年–1974年)
- Horst Stachelhaus – ベース、ボーカル (1977年–1980年、1993年–1999年) ※1999年死去
- Manfred von Bohr – ドラム (1977年–1980年、2016年-現在)
- Wolfgang Horn – オルガン (1979年–1981年)
- Jurgen Goldschmidt – ベース、ボーカル (1980年–1983年)
- Stefan Linke – ギター、ボーカル (1981年–1983年)
- Ulrich Klein – キーボード、ボーカル (1981年–1983年)
- Xaver Fischer – キーボード (1993年–1999年)
- Rocco Zodiak – ギター (1993年–1995年)
- Peter Engelhardt – ギター (1995年–2011年)
- Hannes Vesper – ベース、オルガン (1999年–2000年、2002年–現在)
- Sascha Kuhn – キーボード (1999年–現在)
- Rainer Wind – ベース (2000年–2002年)
- Martin Ettrich – ギター、トークボックス (2011年–現在)

## ディスコグラフィ

### アルバム
- Birth Control (1970年)
- 『オペレイション』 - Operation (1971年)
- Believe in the Pill (Best of …) (1972年)
- 『フードゥー・マン』 - Hoodoo Man (1972年)
- Knock Knock. Who’s There (1973年)
- Rebirth (1973年)
- 『ゴールド・ロック』 - Gold Rock (1973年) ※1stアルバムの再発
- 『ライヴ』 - Live (1974年)
- Plastic People (1975年)
- 『精神遊戯』 - Backdoor Possibilities (1976年)
- The Best Of (1977年)
- 『インクリース』 - Increase (1977年)
- The Best Of (Vol. 2) (1978年)
- 『タイタニック』 - Titanic (1978年)
- Live 79 (1979年)
- Count on Dracula (1980年)
- Rock on Brain (1980年)
- Deal Done at Night (1981年)
- Bäng (1982年)
- Gamma Ray (Special Mix) (1989年)
- The Very Best Of (1990年)
- Condomium (1994年)
- Two Worlds (1995年)
- Jungle Life (1996年)
- Definitive Collection (1996年)
- Getting There (1998年)
- Crazy Nights (Studio Session) (1998年)
- Live Abortion (2000年)
- Live in Lachendorf (2000年)
- Alsatian (2003年)
- Live in Fulda (2004年)
- 35th Anniversary – Live at Rockpalast (2005年)
- We are Family (2009年)
- Here and Now (2016年)